# ハリー・ブレック
ハリー・ブレック（Harry Blech, 1910年3月2日 - 1999年5月9日）は、イギリスのヴァイオリン奏者、指揮者。
ロンドンの生まれ。9歳からヴァイオリンを始め、11歳でトリニティ音楽院でサラ・ファニングにヴァイオリンを学んだ。その後、プラハでオタカール・シェフチークの薫陶を受けた。18歳でハレ管弦楽団に入団しながらマンチェスター音楽大学でアーサー・カテラルの指導を受け、1930年にBBC交響楽団のヴァイオリン奏者に転出して1936年まで在籍した。1933年にデヴィット・マーティン、フレデリック・リドル、ウィレム・デ・モンと弦楽四重奏団を作って室内楽でも活動した。BBC交響楽団を退団後はエドワード・シルバーマン、ダグラス・トンプソン、ウィリアム・プリースとブレック四重奏団を結成したが、第二次世界大戦中にシルバーマンやトンプソンの死やプリースの出征などにより、マックス・サルピーター、キース・カミングス、ダグラス・キャメロンにメンバーを代えて1950年まで演奏を続けた。
一方で戦時中の1942年からロンドン・ウィンド・アンサンブルを設立して指揮活動を始めるようになり、1949年にロンドン・モーツァルト・プレイヤーズを設立して、1984年まで首席指揮者を務めた。
1962年にはOBEを受勲し、1984年に音楽活動から引退した時にCBEを受勲している。
ロンドンで死去。